# Ambrogio Lorenzetti

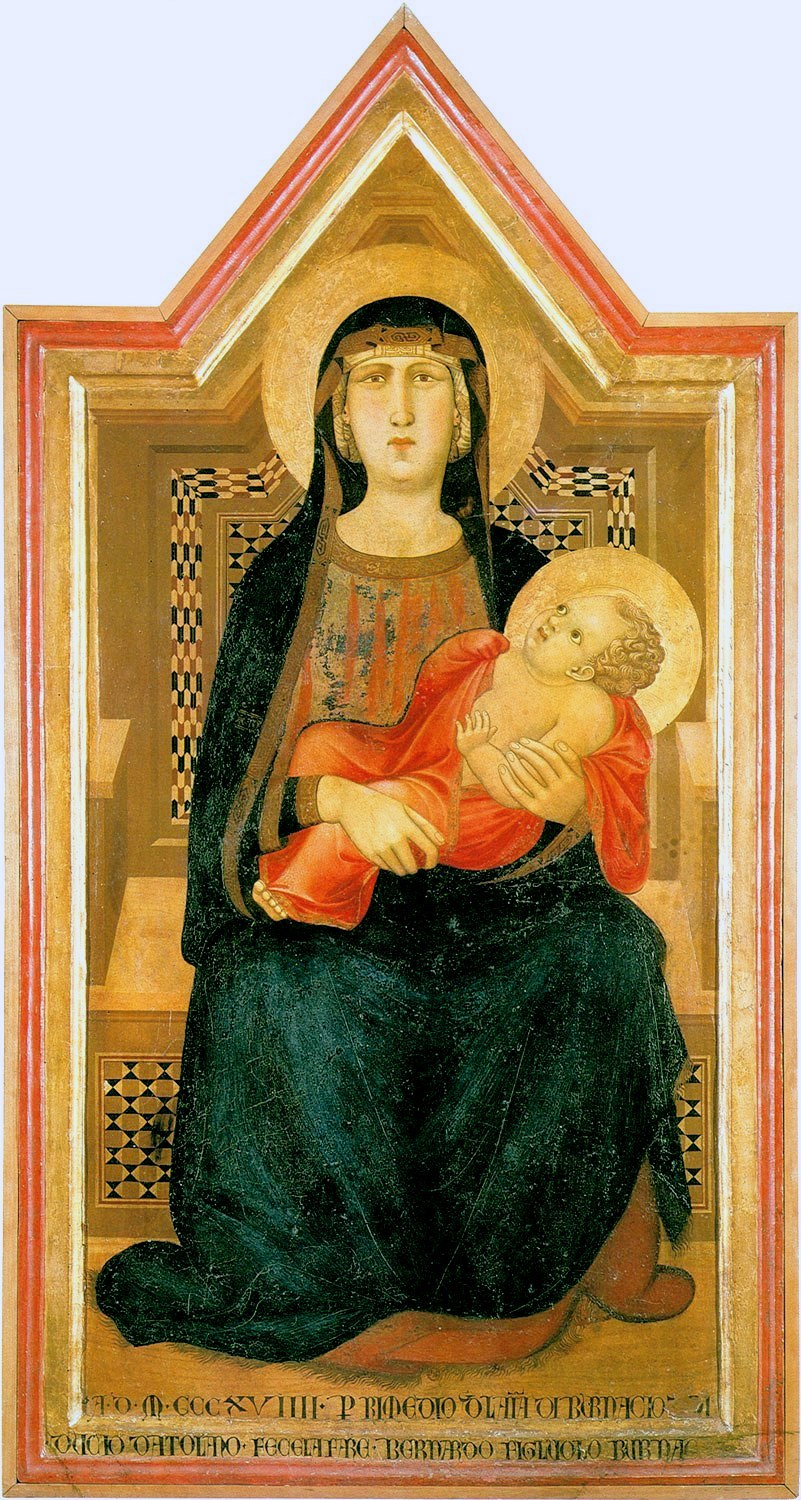
Sog. Madonna di Vico l'Abate, 1319 (dat.), Tempera und Gold auf grundierter Holztafel, aus der Kirche Sant'Angelo, Vico l'Abate, Museum Giuliano Ghelli, San Casciano

Ambrogio Lorenzetti (* um 1290 in Siena; † um 1348 ebenda; lateinisch auch Ambrosius Laurentius) war ein vor allem in Siena und Florenz aktiver Maler. Ambrogio und sein Bruder Pietro Lorenzetti gehören zu den bekanntesten sienesischen Künstlern des Trecento.
Berühmt ist er insbesondere für seinen Freskenzyklus im Palazzo Pubblico in Siena, der in zum Teil allegorischer Form die Auswirkungen einer guten und der schlechten Regierung zeigt.

## Biografie

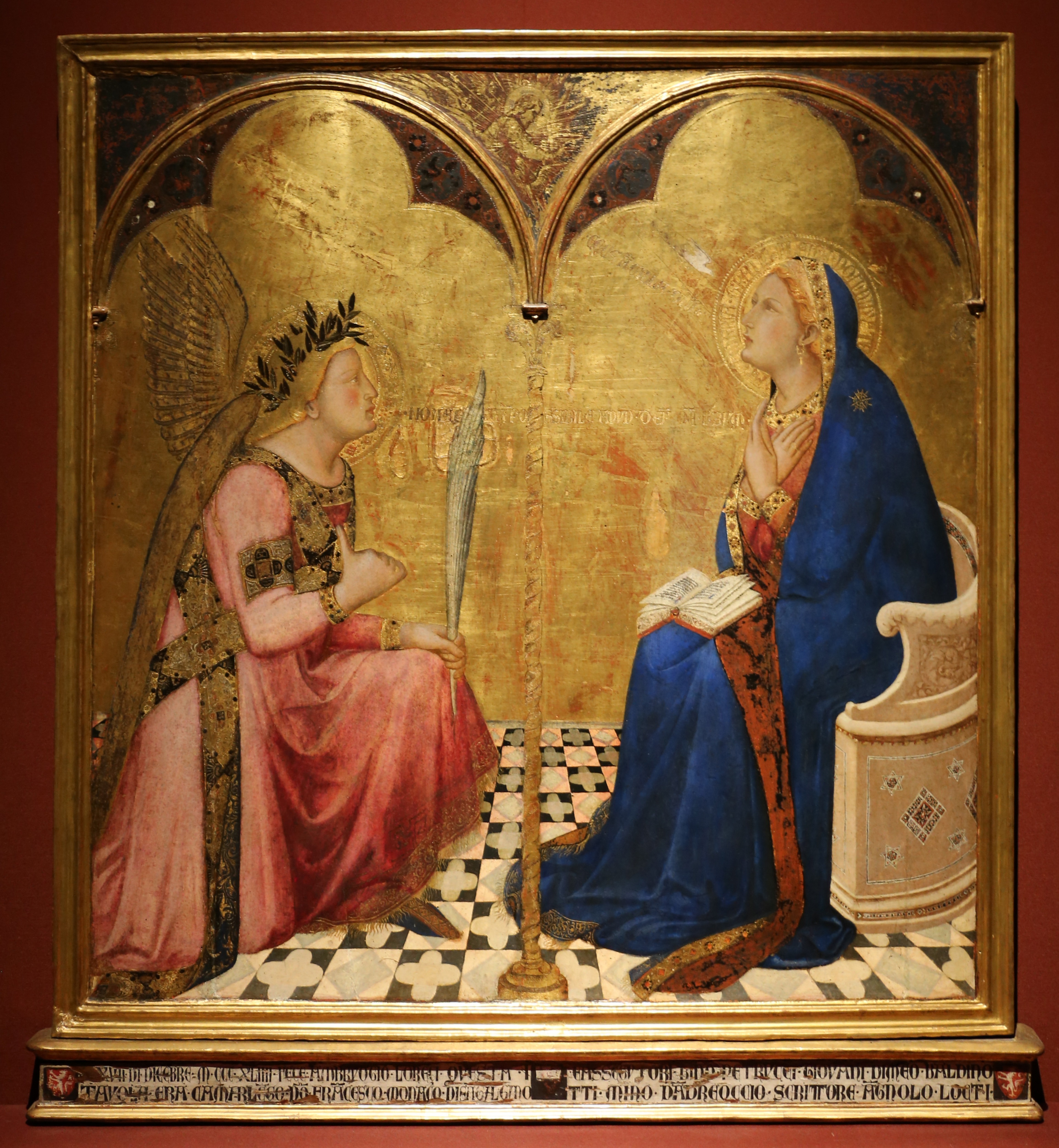
Verkündigung, 1344, Tempera und Gold auf grundierter Holztafel, Pinacoteca Nazionale, Siena

Über Ambrogios Leben ist wenig bekannt. Sein frühestes datiertes Werk, die sogenannte Madonna von Vico l’Abate (bei San Casciano) von 1319, legt ein Geburtsdatum in den 1290er Jahren nahe.
Ambrogio malte hauptsächlich Altarbilder und Fresken. Zu seinen Werken gehören mehrere große Maestà-Bilder, darunter der Altar für Massa Marittima, dessen Entstehungszeit auf etwa 1335 geschätzt wird, und zwei weitere in Freskotechnik ausgeführte Gemälde in der Cappella di Montesiepi in Galgano und in der Kirche Sant’Agostino in Siena. Die zuletzt genannte ist das einzige noch existierende Fragment eines großen Katharinenzyklus, ebenso wie ein nur bruchstückhaft erhaltener Freskenzyklus in Kreuzgang und Kapitelsaal der Kirche San Francesco (Siena). Beide wurden von dem Florentiner Künstler Lorenzo Ghiberti in seinen Commentarii beschrieben und bewundert, im Gegensatz zu den allegorischen Fresken im Palazzo Pubblico, die Ghiberti nur beiläufig erwähnt.
Verloren sind Fresken eines Marienlebens an der Fassade des Hospitals von Santa Maria della Scala in Siena, die Ambrogio zusammen mit seinem Bruder Pietro malte und die der einzige Beweis für die Tatsache sind, dass es sich bei den beiden um Brüder handelte.
Neben der Madonna di Vico l’Abate sind nur zwei spätere Arbeiten durch entsprechende Inschriften datiert: die Darbringung im Tempel von 1342 für eine Kapelle in der Kathedrale von Siena (heute in den Uffizien, Florenz) und die Verkündigung von 1344, die ursprünglich für den Palazzo Pubblico in Siena bestimmt war und sich heute in der Pinacoteca Nazionale, Siena, befindet.
Am 9. Juni 1348 machte Ambrogio sein Testament für den Fall, dass er, seine Frau und die drei Töchter die zu dieser Zeit grassierende Pestepidemie nicht überleben sollten, und vermachte seinen Besitz der Compagnia della Vergine Maria von Siena. Da diese noch im selben Jahr verschiedene Besitztümer von Ambrogio veräußerte, geht die kunstwissenschaftliche Forschung davon aus, dass tatsächlich seine ganze Familie dem Schwarzen Tod zum Opfer fiel.

## Werke

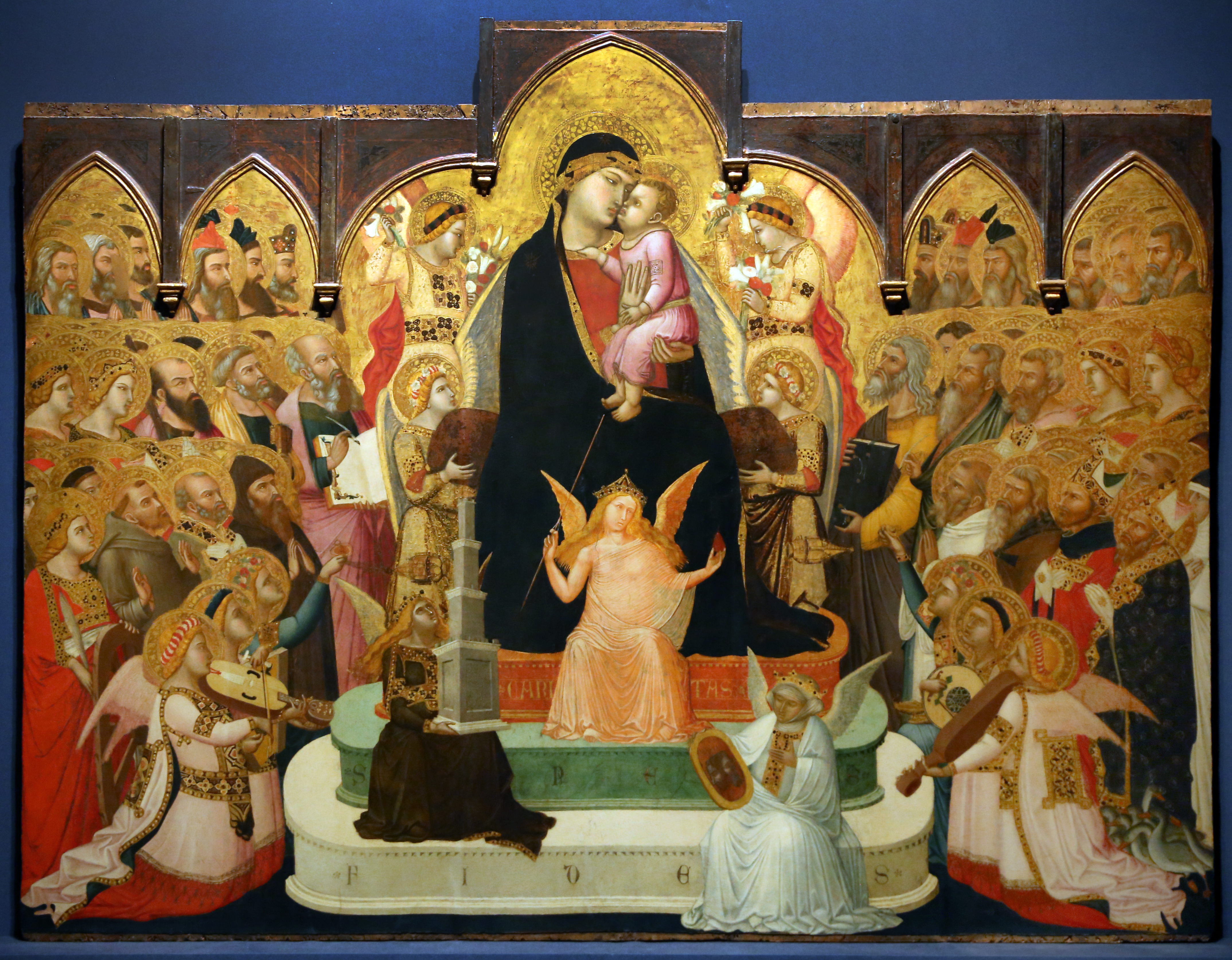
Maestà, ca. 1335, Tempera und Gold auf grundierter Holztafel, Palazzo Comunale, Massa Marittima

- Madonna von Vico l’Abate, 1319, ursprünglich für die Kirche Sant'Angelo in Vico Abate, heute im Museo Arcivescovile del Cestello, Florenz
- Madonna del latte, Palazzo Arcivescovile, Siena
- Madonna mit Kind und den Heiligen Magdalena und Dorothea (Teile eines Polyptychons der Hl. Maria Magdalena?), Pinacoteca Nazionale, Siena
- Triptychon des Hl. Proklos, ca. 1332?, Uffizien, Florenz
- Maestà, um 1335, Palazzo Comunale, Massa Marittima
- Maestà und andere Fresken in der Cappella (oder Rotonda) von Montesiepi, 1334–1336
- Martyrium des Franziskus bei Bombay, um 1336, Fresko in San Francesco, Siena
- Maestà, um 1338, Fresko in Sant’Agostino, Siena (Teil eines verlorenen Katharinenzyklus)
- Freskenzyklus in der Sala dei Nove im Palazzo Pubblico, Siena, 1338–1339
  - Allegorie der schlechten Regierung
  - Allegorie der guten Regierung
  - Auswirkungen der guten Regierung
- Santa Petronilla, Altar, 1340
- sog. kleine Maestà, um 1340, Pinacoteca Nazionale, Siena
- Darbringung Christi im Tempel, 1342, Uffizien, Florenz (siehe: Darstellung im Tempel (Ambrogio Lorenzetti))
- Verkündigung, 1344, urspr. im Palazzo Pubblico, jetzt in der Pinacoteca Nazionale, Siena

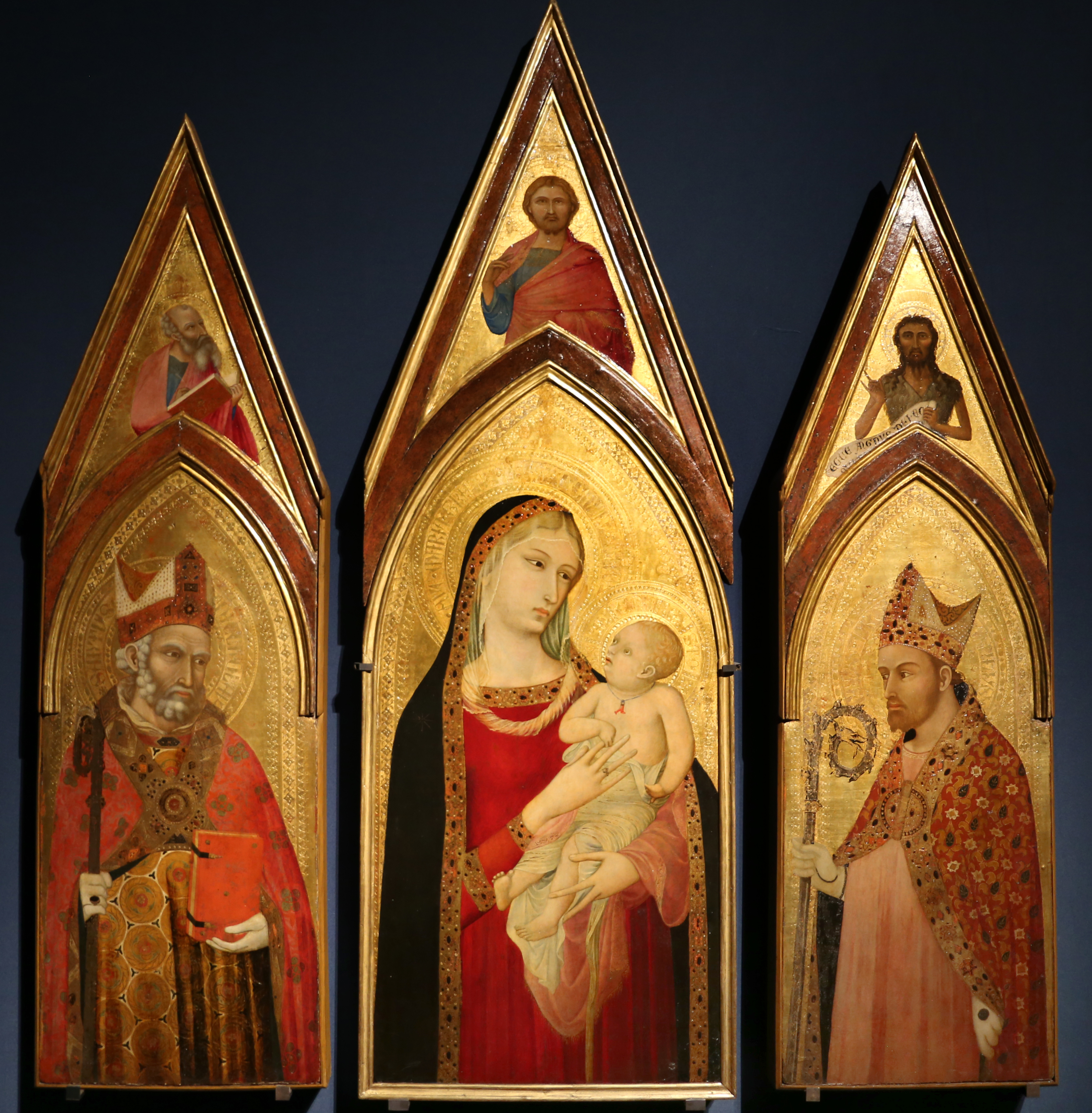
Triptychon des Hl. Proklos, ca. 1332 (?), Tempera und Gold auf grundierten Holztafeln, Uffizien, Florenz

## Freskenzyklus in der Sala dei Nove des Palazzo Pubblico von Siena
1338 und 1339 schuf Ambrogio Lorenzetti an drei Wänden der Sala dei Nove im Palazzo Pubblico di Siena einen großen Freskenzyklus, der auf der Wand, die der Fensterseite gegenüberliegt, eine allegorische Darstellung der „guten Regierung“ und auf der Wand links vom Betrachter der „schlechten Regierung“ zeigt. An die Allegorien anschließend sind die Auswirkungen der „guten“ und der „schlechten Regierung“ auf Stadt und Land dargestellt.
Anders heute identifizierten Lorenzo Ghiberti in seinen Commentarii (Mitte des 15. Jahrhunderts) und Giorgio Vasari in seinen Künstlerbiographien (1550 und 1568) die Wandbilder vereinfachend als Darstellungen des Friedens und des Krieges. Die heute üblichen italienischen Bezeichnungen als „buon“ bzw. „mal governo“ gehen laut der Kunsthistorikerin Giulietta Chelazzi Dini auf den Kunsthistoriker Luigi Lanzi zurück, der 1792 den Freskenzyklus als „Poem zur moralischen Erziehung“ („un poema d'insegnamenti morali“) pries. Die Geschichte der Rezeption der Fresken und des Wandels ihrer Bezeichnungen rekonstruiert das 1980 publizierte Buch von Edna C. Southard.
Eine Interpretation der Bilder, die nicht nur Bezüge zur Göttlichen Komödie Dantes herstellt, sondern auch das republikanische Selbstbewusstsein der Regierung der Nove in Siena vor dem Hintergrund der (verklärten) Römischen Republik untersucht, liefert Dagmar Schmidt in ihrer Dissertation von 2003. Die Kunsthistorikerin analysiert in ihrer Arbeit, in welchem Verhältnis die Texte auf den Bannern der einzelnen allegorischen Figuren zu der Bildgestaltung stehen. Diese Texte, gelegentlich auch als „Verslegenden“ bezeichnet, hat Furio Brugnolo aus der Alltagssprache (italienisch volgare) des Trecento transkribiert. Schmidt kommt zu dem Schluss: „Das Bild allein als Illustration der Verslegenden zu bezeichnen, würde die Ordnung der einzelnen Figuren untereinander vernachlässigen.“
Beiträge zu der Interpretation der Fresken leisteten auch Uta Feldges (1980) und Max Seidel. Nach Feldges' Auffassung ist Ambrogio Lorenzetti „die erste Landschaftsdarstellung der abendländischen Malerei [gelungen], die in naturalistischer Hinsicht voll überzeugend ist.“ Seine Fresken liefern hier ein zwar im Sinne der guten Regierung der Nove idealisiertes, aber durchaus topographisch korrektes Porträt der Stadt Siena und der von ihr kontrollierten Region. Seidel kann durch die Analyse von Details und unter Hinzuziehung zeitgenössischer Quellen zur Wirtschaft im frühen Trecento in Siena zeigen, wie präzise Ambrogio Lorenzetti das Alltagsleben in Stadt und Land und das Staatsverständnis der Sieneser Oligarchie darstellt. Auch Seidel sieht in den Fresken die „mythologisch-astrologische Überhöhung einer politischen Doktrin“.
Der Schweizer Kulturwissenschaftler Jacob Burckhardt assoziierte bei der Betrachtung der Fresken Bezüge zu Homers Ekphrasis (Beschreibung) einer Darstellung auf dem von Hephaistos geschmiedeten Schild des Achill im XVIII. Gesang der Ilias. Burckhardt schränkt jedoch ausdrücklich ein, dass Ambrogio Lorenzetti sicherlich kaum „irgend eine auch nur mittelbare Kunde von Homer gehabt habe“.
Ambrogios Allegorie der guten Regierung enthält auch die vermutlich erste Darstellung einer Sanduhr in der Hand der Temperantia, einer der Kardinaltugenden, die in dieser Form wohl erst bei einer Restaurierung des Freskos durch Andrea Vanni in der zweiten Hälfte des 14. Jahrhunderts ergänzt wurde.

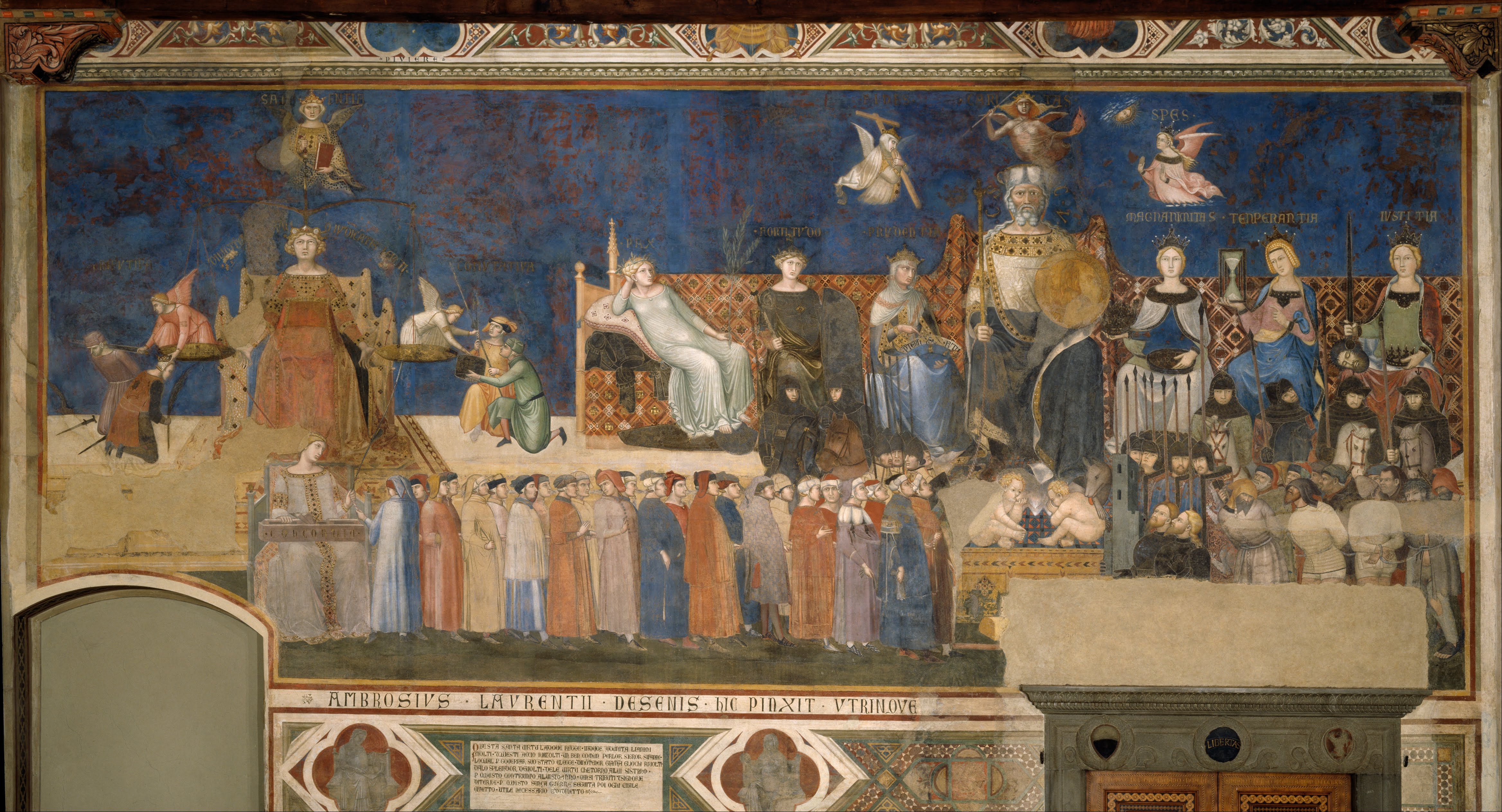
Allegorie der guten Regierung, Fresko, 1337–1340, Sala dei Nove, Palazzo Pubblico, Siena
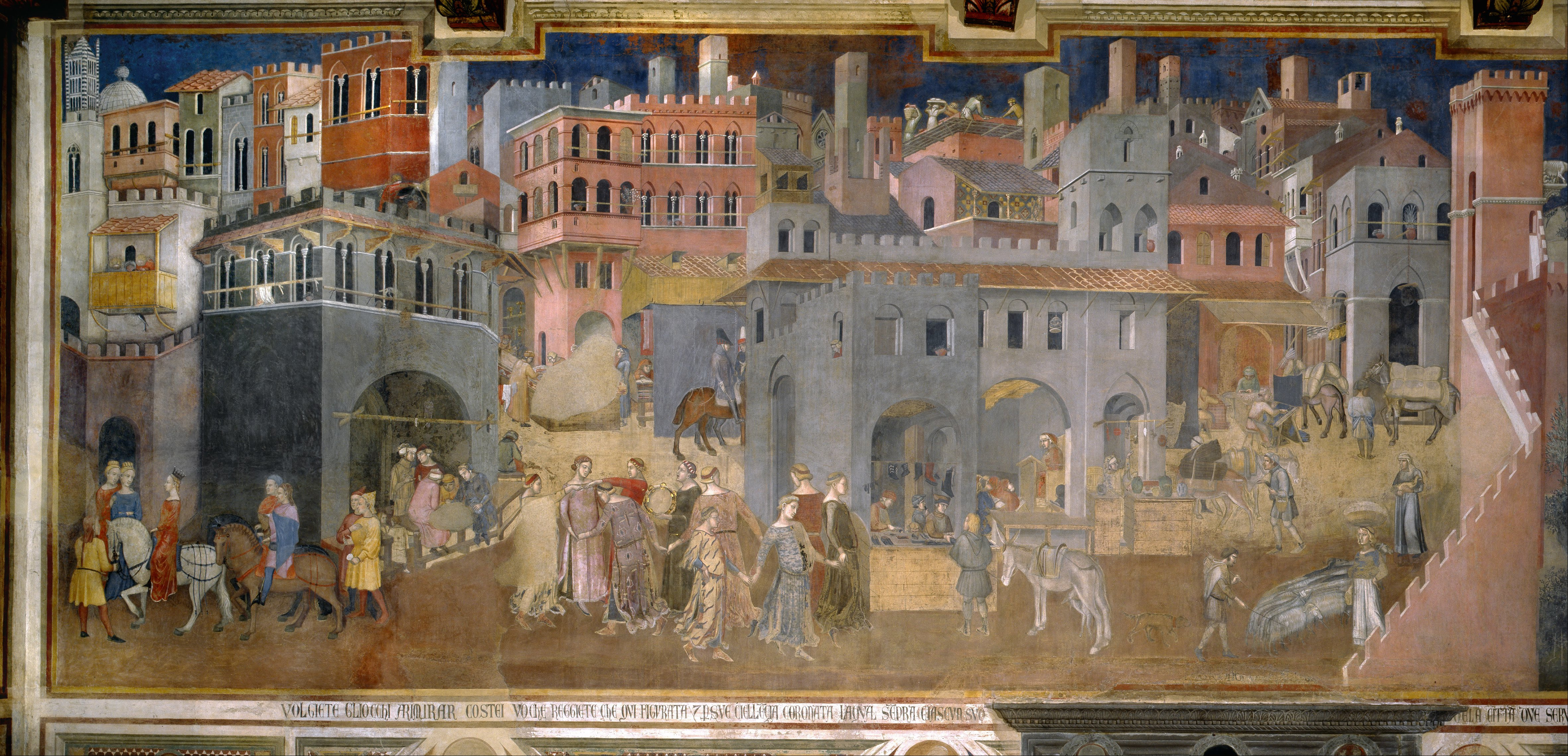
Folgen der guten Regierung in der Stadt, Fresko, 1337–1340, Sala dei Nove, Palazzo Pubblico, Siena
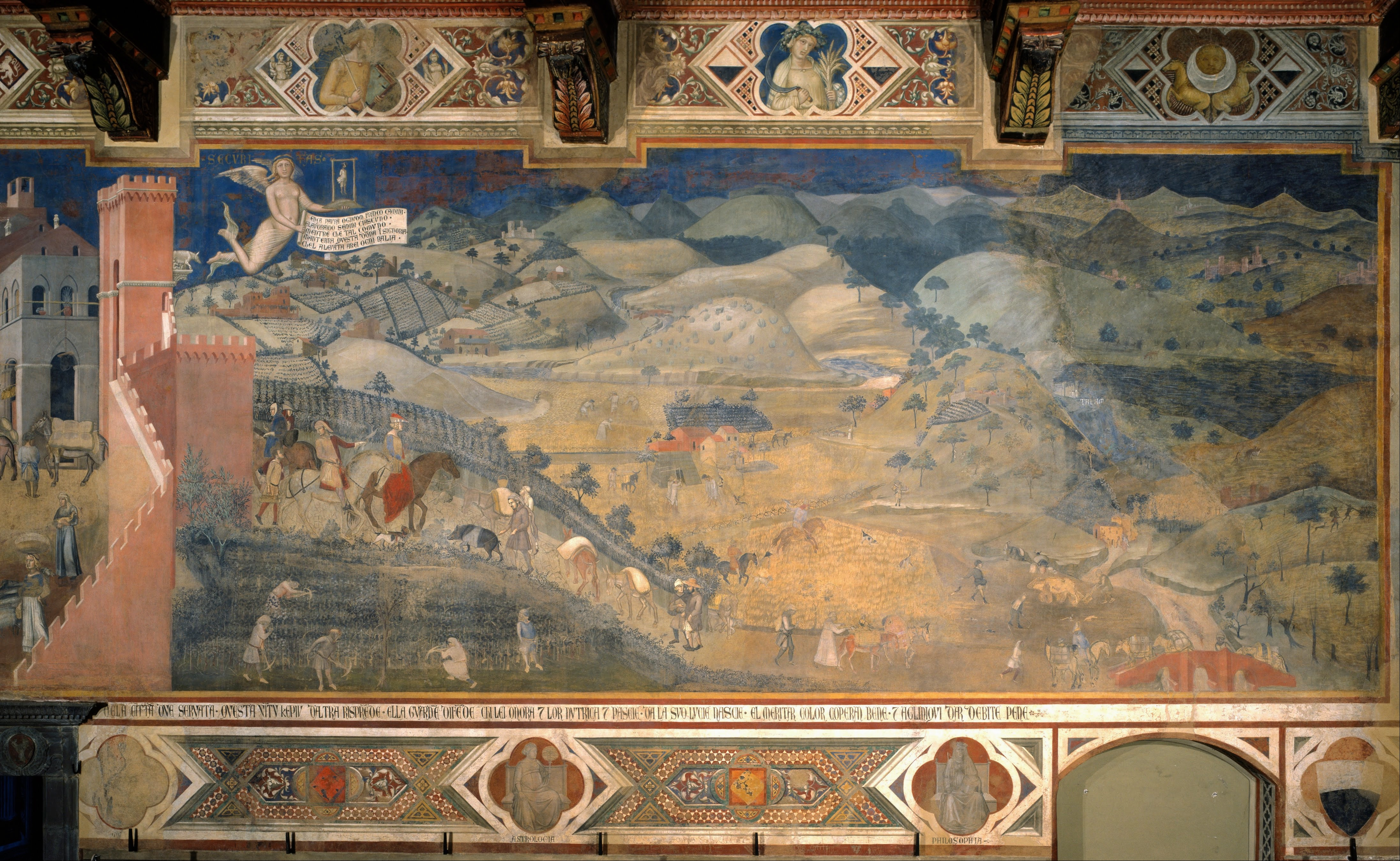
Folgen der guten Regierung auf dem Land, Fresko, 1337–1340, Sala dei Nove, Palazzo Pubblico, Siena
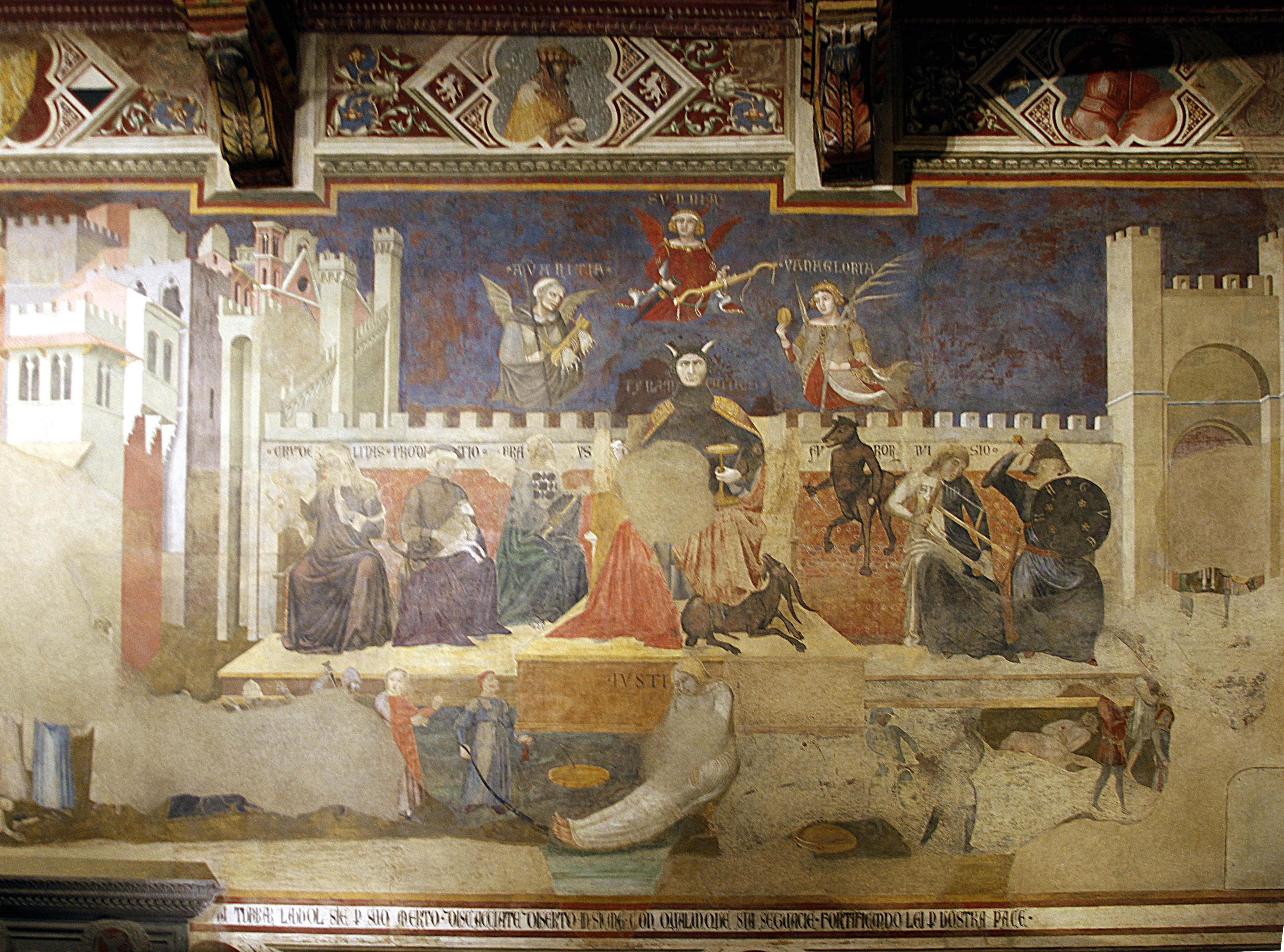
Allegorie der schlechten Regierung, Fresko, 1337–1340, Sala dei Nove, Palazzo Pubblico, Siena
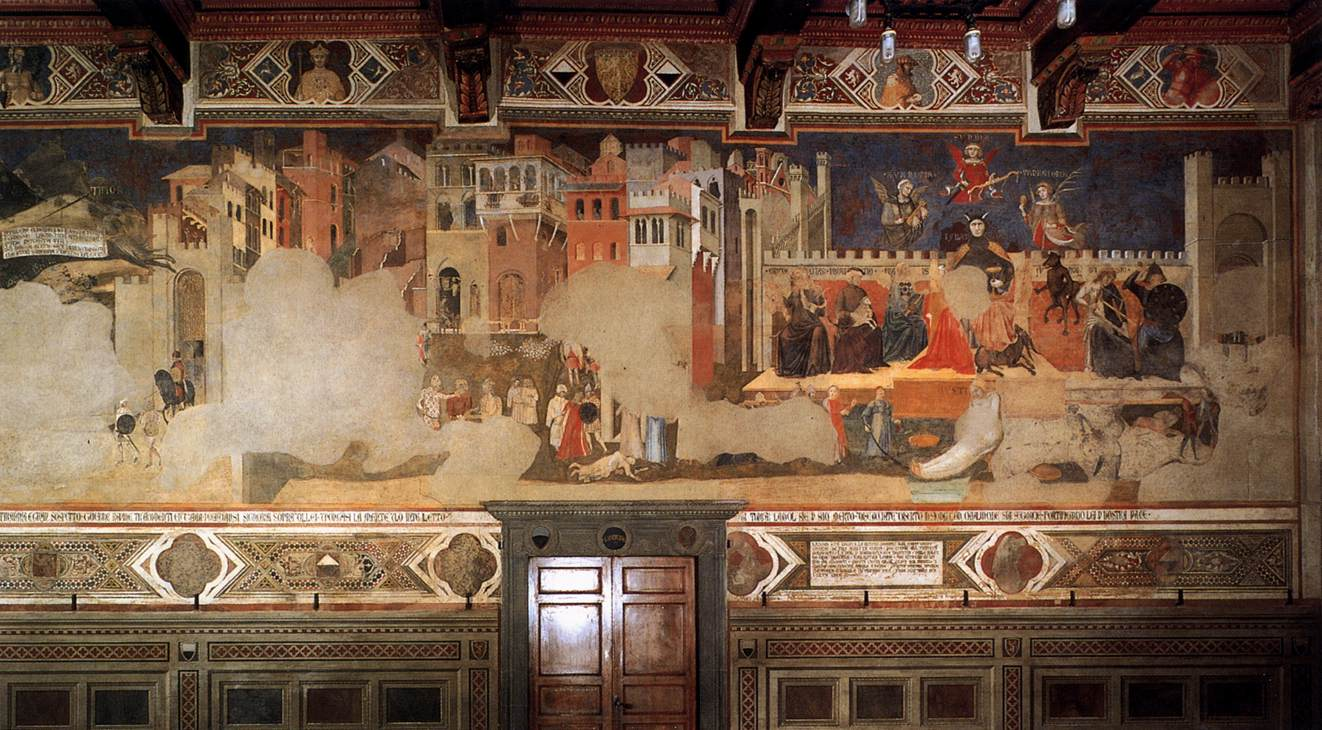
Folgen der schlechten Regierung in der Stadt, Fresko, 1337–1340, Sala dei Nove, Palazzo Pubblico, Siena
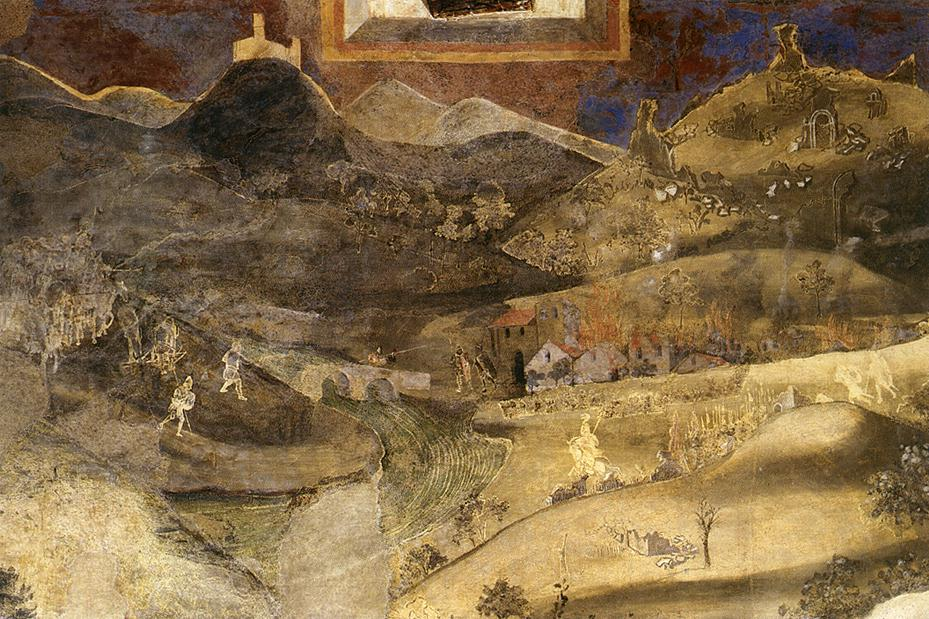
Folgen der schlechten Regierung auf dem Land, Fresko, 1337–1340, Sala dei Nove, Palazzo Pubblico, Siena